# دنیس بین
دنیس بین (انگلیسی: Dénys Bain؛ زادهٔ ۲ ژوئیهٔ ۱۹۹۳) بازیکن فوتبال اهل فرانسه است.
از باشگاه‌هایی که در آن بازی کرده‌است می‌توان به باشگاه فوتبال لو آور اشاره کرد.